# Pont de Rialto

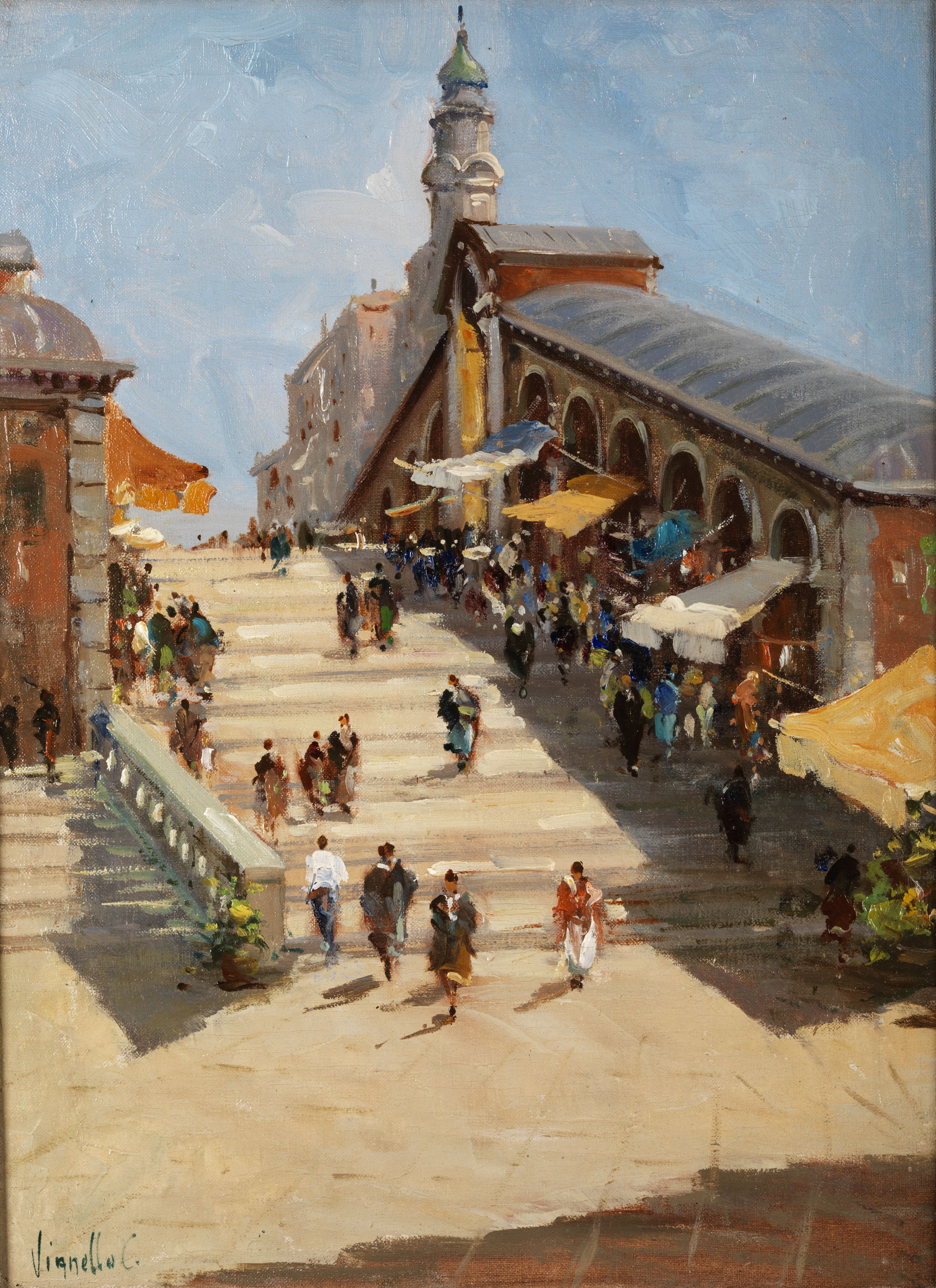
Pintura a l'oli per Cesare Vianello (circa 1920)

El Pont de Rialto (en italià: Ponte di Rialto) creua el Gran Canal de Venècia. És el més antic dels quatre ponts que creuen el Gran Canal i probablement el més famós de la ciutat.

## Història
La primera construcció que va creuar el Gran Canal va ser un pontó o pont flotant, construït el 1181 per Nicolò Barattiero sota el ducat de Sebastià Ziani o d'Auri Mastropiero. Es va anomenar Ponte della Moneta, per la seca que encunyava la moneda veneciana i s'alçava a la seva entrada oriental.
L'evolució i la importància del Mercat de Rialto a la riba oriental del canal va augmentar el trànsit fluvial considerablement a prop del pont flotant. Per això, va ser reemplaçat al voltant de 1250 per un pont de fusta. L'estructura tenia dues rampes inclinades que s'unien a una secció central mòbil, que podia ser elevada per al pas de vaixells alts. La relació del pont amb el mercat finalment va produir el canvi de denominació. Durant la primera meitat del segle xv, dues fileres de botigues van ser construïdes als costats del pont. Els impostos d'aquestes botigues s'ingressaven en el Tresor de la ciutat, que ajudava el manteniment del pont.
El mencionat manteniment era vital en un pont de fusta d'aquest tipus. El pont de Rialto va ser cremat parcialment durant la revolta liderada per Bajamonte Tiepolo el 1310. Durant l'any 1444, es va ensorrar pel pes de la multitud que es va congregar per veure una desfilada nàutica, no estant reconstruït novament fins al 1524, data en la qual va tornar a ensorrar-se.
La idea d'una reconstrucció en pedra va ser per primera vegada proposada el 1503. Diferents projectes es van succeir a les següents dècades. El 1551, les autoritats venecianes van demanar propostes per renovar el Pont de Rialto. Nombrosos arquitectes famosos, com Miquel Àngel, Jacopo Sansovino, Andrea Palladio i Jacopo Vignola es van oferir, però tots van realitzar propostes des d'un enfocament clàssic amb diferents arcs, que 
van ser jutjades d'inadequades per a aquesta obra.

### Disseny

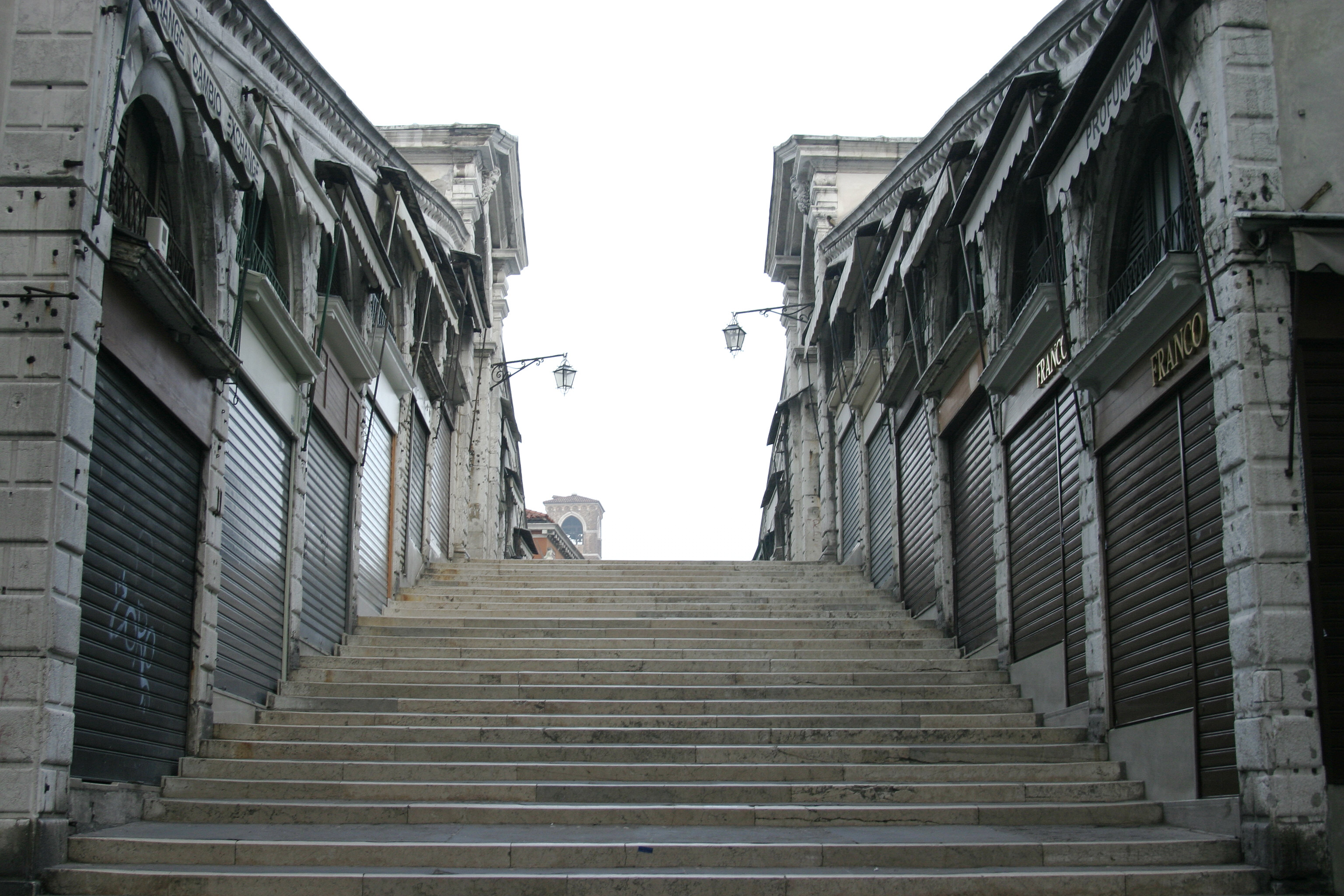
Escala interna del pont

L'actual pont de pedra està format per un únic arc, dissenyat per Antonio da Ponte, i construït entre 1588 i 1591, basat en el disseny de l'anterior pont de fusta: dues rampes inclinades es creuen en un pòrtic central. A cada costat de les rampes hi ha una fila de cubicles en arcs de mig punt, que serveixen com a comerços. Es recolza en 600 puntals de fusta, amb la construcció parada de tal manera que en cada moment les juntes de les dovelles són perpendiculars a l'empenta de l'arc.
El disseny d'enginyeria va ser considerat tan audaç a l'època que l'arquitecte Vincenzo Scamozzi va predir-ne l'enfonsament. Tanmateix encara avui s'alça el Pont de Rialto, estant una de les icones arquitectòniques de la ciutat de Venècia. La peculiaritat d'aquest pont és que sembla trencar amb la tradició arquitectònica de construir ponts de tipus romà basats en l'estructura d'arc de mig punt amb una nova tipologia d'arc rebaixat. Però en aquest cas la innovació només és visual, perquè es tracta igualment d'un arc de mig punt, en el qual el nivell de l'aigua oculta les bases (dovelles basals).